# Atractus attenuates
Atractus attenuates là một loài rắn trong họ Colubridae. Loài này được Myers & Schargel mô tả khoa học đầu tiên năm 2006.